# Surveillance globale
 (décembre 2020).

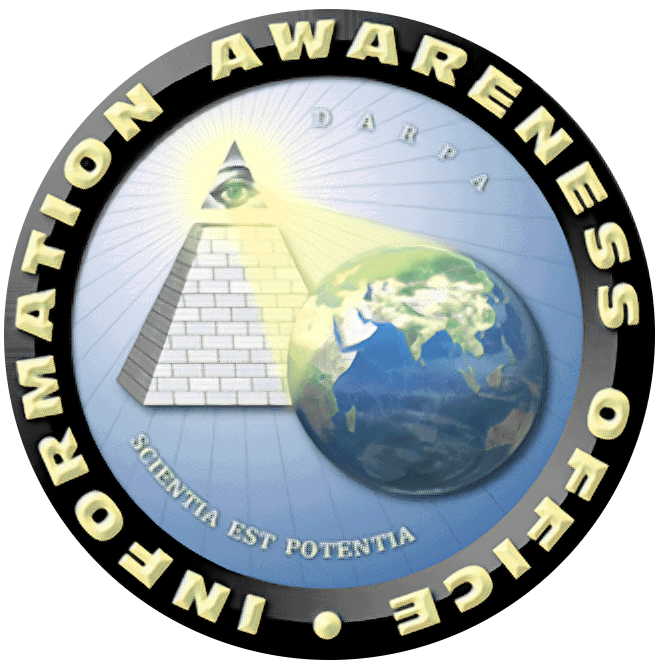
Blason de l'Information Awareness Office avec sa devise scientia est potentia, « la connaissance donne le pouvoir ».

La surveillance globale fait référence à la mise en place d'une surveillance mondialisée sur des populations entières, par-delà les frontières nationales.
Ses racines historiques remontent au milieu du XXe siècle, notamment après l'adoption conjointe par les États-Unis et le Royaume-Uni de l'accord secret UKUSA, qui a abouti à la mise en place d'un premier réseau de surveillance mondial connu sous le nom de code « Echelon »,.
L'existence de cette surveillance globale, cependant, n'a été largement reconnue qu'après la couverture médiatique des révélations d'Edward Snowden, qui ont déclenché un débat politique mondial en 2013 sur le droit à la vie privée à l'ère du numérique.

## Contexte historique
Les origines de la surveillance globale remontent à la fin des années 1940, à la signature de l'accord secret UKUSA adopté conjointement par le Royaume-Uni et les États-Unis, qui aboutira en 1971 à la création du réseau de surveillance globale du nom de code « Echelon ».
Dans les années 1970, à la suite de l'affaire du Watergate et d'une enquête du Congrès des États-Unis qui suivit, on découvrit que la NSA, en collaboration avec son homologue britannique Government Communications Headquarters (GCHQ), avait régulièrement intercepté les communications internationales d'importants militants et chefs de file de l'opposition à la guerre du Viêt Nam, tels que Jane Fonda et le Dr Benjamin Spock. Des décennies plus tard, une enquête conduite pendant plusieurs années par le Parlement européen mit en évidence le rôle de la NSA dans l'espionnage économique, dans un rapport intitulé Development of Surveillance Technology and Risk of Abuse of Economic Information (Développement des technologies de surveillance et risque d'abus dans l'information économique) et publié en 1999. En 1992, les agents de la Drug Enforcement Administration (DEA) mettent en place l'USTO (« US to other countries »), programme de surveillance de masse autorisé par la justice américaine qui ordonne à tous les opérateurs téléphoniques de fournir à la DEA la liste tous les appels depuis les États-Unis vers 116 pays qui seraient susceptibles de participer à du trafic de drogue,.
Toutefois, pour le grand public, c'est la série de divulgations détaillées de documents internes à la NSA, en juin 2013, qui révéla pour la première fois l'échelle considérable de l'espionnage de la NSA, aussi bien à l'intérieur qu'à l'extérieur des frontières des États-Unis. La plupart de ces documents furent divulgués par un ancien sous-traitant de la CIA et de la NSA, Edward Snowden.
Ainsi, nombre des programmes de surveillance globale plus anciens comme PRISM, XKeyscore et Tempora sont cités dans les milliers de documents publiés en 2013. De nombreux pays, y compris des alliés occidentaux des États-Unis et des États membres de l'OTAN, ont été ciblés par l'alliance stratégique des « Five Eyes » (Australie, Canada, Nouvelle-Zélande, Royaume-Uni et États-Unis) – cinq démocraties occidentales et anglophones cherchant à atteindre la connaissance totale de l'information (Total Information Awareness) grâce au contrôle d'Internet, via des outils d'analyse comme le Boundless Informant (l'informateur sans limite).
Comme l'a confirmé le directeur de la NSA Keith B. Alexander le 26 septembre 2013, la NSA collecte et stocke toutes les données téléphoniques de tous les citoyens américains. La majorité des données sont conservées dans de grandes installations de stockage comme le centre de données de l'Utah, un énorme projet de 1,5 milliard de dollars qualifié par le Wall Street Journal de « symbole des prouesses en surveillance de l'agence d'espionnage ».

« Aujourd'hui, ce système de surveillance globale continue de grandir. Il collecte désormais tellement de détritus numériques – courriels, appels, SMS, géolocalisations de téléphones mobiles, plus une liste complète de virus informatiques – que la NSA est en train de construire une installation de 93 000 m2 dans le désert de l'Utah pour les stocker et les traiter. »

— Shane Harris, The New York Times, 22 août 2012

## Chronologie des révélations
Les révélations d'Edward Snowden sur les activités de surveillance de la NSA sont dans la continuité de fuites dans la presse qui ont commencé au début des années 2000. Un an après les attentats du 11 septembre 2001, l'ancien fonctionnaire du renseignement américain William Binney critique publiquement la NSA pour son espionnage des citoyens des États-Unis.
D'autres révélations ont suivi. Le 16 décembre 2005, le New York Times publia un reportage sous le titre « Bush laisse les États-Unis espionner les appels téléphoniques sans mandat ». En 2006, une nouvelle preuve de la surveillance intérieure exercée par la NSA sur les citoyens américains fut produite par USA Today. Le journal publie le 11 mai 2006 un rapport sur « l'énorme base de données » de la NSA, constituée des données d'appels téléphoniques de « dizaines de millions » de citoyens américains. Selon USA Today, ces données d'appels provenaient de plusieurs opérateurs de téléphonie tels que AT&T, Verizon et BellSouth.
En 2008, le spécialiste en sécurité Babak Pasdar révéla l'existence de ce qui fut appelé le « circuit Quantico », que lui et son équipe avait mis en place en 2003. Ce circuit fournissait au gouvernement fédéral américain une porte dérobée dans le réseau d'un opérateur de téléphonie mobile, dont le nom ne fut pas divulgué mais qui fut plus tard identifié comme étant Verizon.
Les premiers contacts établis par Snowden avec Glenn Greenwald, journaliste du quotidien The Guardian, datent de fin 2012. Depuis, les révélations de Snowden sur la surveillance de masse ont continué tout au long de l'année 2013 et se poursuivent en 2015.

## Surveillance globale
Le 6 juin 2013, le quotidien britannique The Guardian commence la publication d'une série de révélations provenant d'un lanceur d'alerte américain jusqu'alors inconnu, qui se révèle quelques jours plus tard être Edward Snowden, un ancien administrateur systèmes sous-traitant de la CIA et de la NSA.
Snowden confie un ensemble de documents à deux journalistes : Glenn Greenwald et Laura Poitras ; Greenwald estimera plus tard qu'il contenait entre 15 000 et 20 000 documents, certains très longs et détaillés et d'autres très courts. Après plus de deux mois de publication, il apparut clairement que la NSA gérait un réseau complexe de programmes d'espionnage qui lui permettait d'intercepter les conversations téléphoniques et numériques de plus d'un milliard d'utilisateurs, situés dans des dizaines de pays à travers le monde. En particulier, certaines révélations concernaient la Chine, l'Union européenne, l'Amérique latine, l'Iran, le Pakistan, l'Australie et la Nouvelle-Zélande. Cependant, la documentation publiée révéla que de nombreux programmes collectaient en vrac et indistinctement de l'information directement depuis les serveurs centraux et les dorsales Internet qui transportent et routent le trafic de pays éloignés.
À cause de cette surveillance des serveurs centraux et des dorsales Internet, de nombreux programmes se chevauchent et sont en corrélation les uns avec les autres. Ces programmes ont souvent été réalisés avec l'aide d'entités fédérales comme le département de la Justice et le FBI. Ils ont été ratifiés par des lois telles que le FISA Amendments Act, et les ordonnances judiciaires nécessaires ont été signées par un tribunal secret, le Foreign Intelligence Surveillance Court. Certains des programmes d'espionnage de la NSA ont reçu l'assistance directe des agences de renseignement nationales du Royaume-Uni (GCHQ) et de l'Australie (DSD), ainsi que celle de grandes entreprises de télécommunication et d'Internet comme Verizon, Telstra, Google, et Facebook.

### Objectifs
La synthèse d'avril 2013 des documents révélés par Snowden fait apparaître que plutôt que pour lutter contre le terrorisme, ces programmes de surveillance ont été employés pour évaluer les politiques étrangères et la stabilité économique d'autres pays, et pour recueillir des « secrets commerciaux ».
Dans une déclaration adressée au Congrès national du Brésil au début d'août 2013, le journaliste Glenn Greenwald a maintenu que le gouvernement des États-Unis s'était servi du contre-terrorisme comme prétexte pour exercer une surveillance clandestine, afin d'obtenir un avantage dans la compétition avec d'autres pays dans les « domaines industriel, économique et des affaires ».
Dans une lettre de décembre 2013 au gouvernement brésilien, Snowden écrit que « ces programmes n'ont jamais été liés au terrorisme : ils sont liés à l'espionnage économique, au contrôle social, et à la manipulation diplomatique. Ils sont liés au pouvoir. » Selon un membre de la Maison-Blanche, la NSA n'a jamais arrêté d'attaque terroriste.
Dans un entretien au magazine Der Spiegel publié le 12 août 2013, l'ancien directeur de la NSA Michael Hayden admit que « Nous [la NSA] volons des secrets. Nous sommes les numéros un pour ça ». Hayden ajouta aussi : « Nous volons des choses pour votre sûreté, pas pour vous rendre riche ». D'après des documents consultés par l'agence de presse Reuters, ces « secrets » sont ensuite canalisés vers les autorités à travers les États-Unis afin de les aider à lancer des enquêtes criminelles sur des citoyens américains. Des agents fédéraux sont ensuite chargés de « recréer » la piste d'investigation afin de « couvrir » l'origine des informations.
Selon le témoignage devant le Congrès des États-Unis de Keith B. Alexander, directeur de la NSA, l'un des objectifs de la collecte de données est de conserver toutes les données téléphoniques à un endroit d'où ils peuvent être consultés et examinés à tout moment. Interrogé par le sénateur Mark Udall qui lui demandait si le but de la NSA est de collecter les données téléphoniques de tous les Américains, Alexander répondit : « Oui, je crois qu'il est du plus grand intérêt pour la nation de mettre toutes les données téléphoniques dans une boîte fermée à clef où nous pouvons fouiller quand la nation en a besoin ».

### Cibles et méthodes

#### Espionnage socio-économique

##### Collecte demétadonnéeset autres contenus
Aux États-Unis, la NSA collecte les données téléphoniques de plus de 300 millions d'Américains. L'outil de surveillance internationale XKeyscore permet aux analystes du gouvernement américain de rechercher dans d'immenses bases de données contenant les courriels, les conversations en ligne (chats) et les historiques de navigation de millions de personnes.
Le programme de surveillance globale britannique Tempora intercepte le trafic des câbles de fibres optiques qui constituent l'épine dorsale d'Internet. Avec le programme de surveillance de la NSA PRISM, les données qui auraient déjà atteint leur destination seraient directement récoltées à partir des serveurs des fournisseurs de services américains suivants : Microsoft, Yahoo!, Google, Facebook, Paltalk, AOL, Skype, YouTube et Apple.

##### Graphes sociaux
La NSA utilise l'analyse des appels téléphoniques et des journaux de suivi des courriels de citoyens américains pour créer des graphiques sophistiqués de leurs connexions sociales, permettant d'identifier leurs relations, leurs localisations à certains moments, leurs compagnons de voyage et d'autres informations personnelles.
D'après des documents top secret de la NSA révélés par Edward Snowden, au cours d'une seule journée de l'année 2012, la NSA a collecté les carnets d'adresses de courriel de :
– 22 881 comptes Gmail ;
– 82 857 comptes Facebook ;
– 105 068 comptes Hotmail ;
– 444 743 comptes Yahoo!.
Chaque jour, la NSA collecte les contacts depuis environ 500 000 listes de contacts de services de conversation en ligne (chats), ainsi que depuis ceux affichés dans les boîtes de réception de comptes de messagerie en ligne (webmail). Une fois réunies, ces données permettent à la NSA de tracer des graphes sociaux, sortes de cartes détaillées de la vie sociale d'une personne, réalisées en se basant sur ses connexions personnelles, professionnelles, religieuses et politiques.

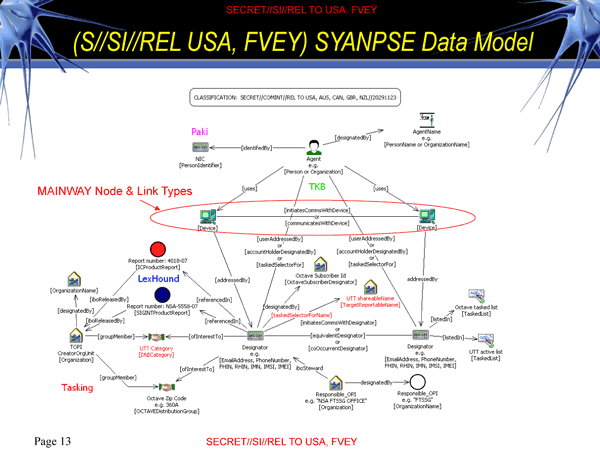
The New York Times, citant des documents divulgués par Edward Snowden, décrivit « les efforts de la NSA pour exploiter les données téléphoniques et de courriels de citoyens américains après la levée des restrictions en 2010 », qui rendit possible « l'analyse de graphiques à grande échelle réalisés à partir de très grands ensembles de métadonnées ». Selon le Times, la NSA peut « ajouter aux données de communication des informations issues de sources publiques ou commerciales, ainsi que d'autres comme les numéros de comptes bancaires, les informations d'assurance, les profils Facebook, les listes de passagers, les listes électorales, les géolocalisations par GPS, les registres de propriété et d'autres données fiscales non précisées ». De telles informations ont été collectées aussi bien sur des citoyens américains que d'autres nationalités.

##### Transfert des données

###### Agences fédérales aux États-Unis
Les données recueillies par ces programmes de surveillance sont régulièrement partagées avec le FBI et la CIA. De plus, la NSA fournit des interceptions faites sur le territoire américain à la Drug Enforcement Administration (DEA, agence de lutte contre la drogue), à l'Internal Revenue Service (IRS, un service du fisc), ainsi qu'à d'autres agences chargées de faire respecter la loi.

###### Pays étrangers
À la suite de traités secrets conclus par la NSA avec des pays étrangers, les données recueillies par ses programmes de surveillance sont régulièrement partagées avec les pays signataires de l'accord UKUSA. Ces pays participent aussi au fonctionnement de plusieurs programmes de la NSA, comme XKeyscore. (Voir Coopération internationale.)

##### Surveillance des paiements financiers
Une branche spéciale de la NSA appelée Follow the Money (FTM) surveille les paiements internationaux, les transactions bancaires et celles des cartes de crédit, puis enregistre les données collectées dans la banque de données financière de la NSA, « Tracfin »[réf. nécessaire].

##### Géolocalisation des téléphones mobiles
La géolocalisation d'un téléphone mobile désigne l'action d'obtenir sa position et ses coordonnées. Selon le Washington Post, la NSA a suivi les positions de téléphones mobiles à travers le monde entier en se branchant sur les câbles reliant les réseaux de téléphonie mobile au niveau mondial, câbles utilisés aussi bien par des téléphones américains qu'étrangers.
En agissant de la sorte, la NSA collecte chaque jour plus de 5 milliards de données de géolocalisation de téléphones. Cela permet aux analystes de la NSA de cartographier les réseaux de relations des possesseurs de téléphone, en corrélant les modèles de leurs déplacements au cours du temps avec les milliers ou les millions d'autres utilisateurs de téléphone ayant croisé leur chemin.
Afin d'accéder aux conversations confidentielles, la NSA a décrypté la technologie de chiffrement la plus répandue en téléphonie mobile, appelée A5/1. D'après un document classifié révélé par Snowden, l'agence est capable de « traiter le chiffrement A5/1 » sans avoir besoin d'acquérir de clef de chiffrement. De plus, la NSA utilise différents types d'infrastructure de téléphonie mobile, comme les liaisons entre les réseaux d'opérateur, afin de pouvoir géolocaliser un utilisateur de téléphone grâce aux informations de suivi présentes dans les Visitor Location Registers, les bases de données qui enregistrent les associations entre téléphones mobiles et antennes-relais.
En 2020, afin de suivre l'évolution de la pandémie de Covid-19, la géolocalisation est utilisée par plusieurs pays infectés par cette maladie.

##### Piratage des smartphones
Quand les ventes mondiales de smartphones se mirent à augmenter rapidement, la NSA décida de profiter de cette explosion de l'usage du smartphone. En effet, ce type d'appareil présente des avantages évidents pour une agence de renseignement, car il contient des jeux de données propres à son utilisateur, tels que ses contacts sociaux, son comportement, ses lieux, ses photos, ses numéros de carte bancaire et ses mots de passe.
Selon des documents révélés par Edward Snowden, la NSA a mis sur pied des groupes de travail dédiés à différents fabricants et systèmes d'exploitation, dont l'iPhone d'Apple et le système iOS, tout comme le système Android de Google. De même au Royaume-Uni, le GCHQ demanda à une équipe d'étudier et de « casser » la protection du système du BlackBerry.
Il existe d'autres programmes de la NSA plus petits, connus sous le nom de « scripts », capables d'effectuer la surveillance de 38 différentes caractéristiques des systèmes iOS 3 et iOS 4, telles que la géolocalisation, la messagerie vocale et les photos, ainsi que Google Earth, Facebook et Yahoo! Messenger.
D'autre part, il a été révélé que la NSA et le GCHQ étaient capables de récupérer les données d'utilisateur issues des applications pour smartphone les plus populaires, comme le jeu Angry Birds ou l'application de cartographie Google Maps. Selon les applications visées, les renseignements obtenus peuvent être la géolocalisation, l'adresse électronique, les contacts, l'identifiant unique du téléphone, son modèle, la version du système d'exploitation, etc.

##### Espionnage des réseaux de téléphonie mobile

###### Programme «AuroraGold»
Des documents fournis par Edward Snowden et publiés par The Intercept en décembre 2014, ont révélé l'existence du programme secret AuroraGold, qui depuis 2010 au moins permet à la NSA d'exercer une surveillance mondiale des réseaux de téléphonie mobile. Pour y parvenir, des centaines d'opérateurs et d'organisations comme la GSM Association ont été espionnés par la NSA, dans le but de trouver des failles de sécurité à exploiter dans les systèmes de communication mobile, et d'en introduire secrètement de nouvelles si nécessaire.
L'objectif de ce programme est d'étendre la surveillance et les capacités d'espionnage de la NSA sur le maximum de territoires, y compris ceux des États-Unis et de pays qui lui sont étroitement liés, comme le Royaume-Uni, l'Australie, la Nouvelle-Zélande, l'Allemagne et la France. Une carte classée Top Secret montre qu'en juin 2012, la « couverture réseau » de la NSA englobait quasiment tous les pays de chacun des continents. À cette même époque, la NSA indiquait avoir réussi à pénétrer 701 réseaux sur un total estimé à 985, soit 71 % des réseaux de téléphonie mobile en service dans le monde.

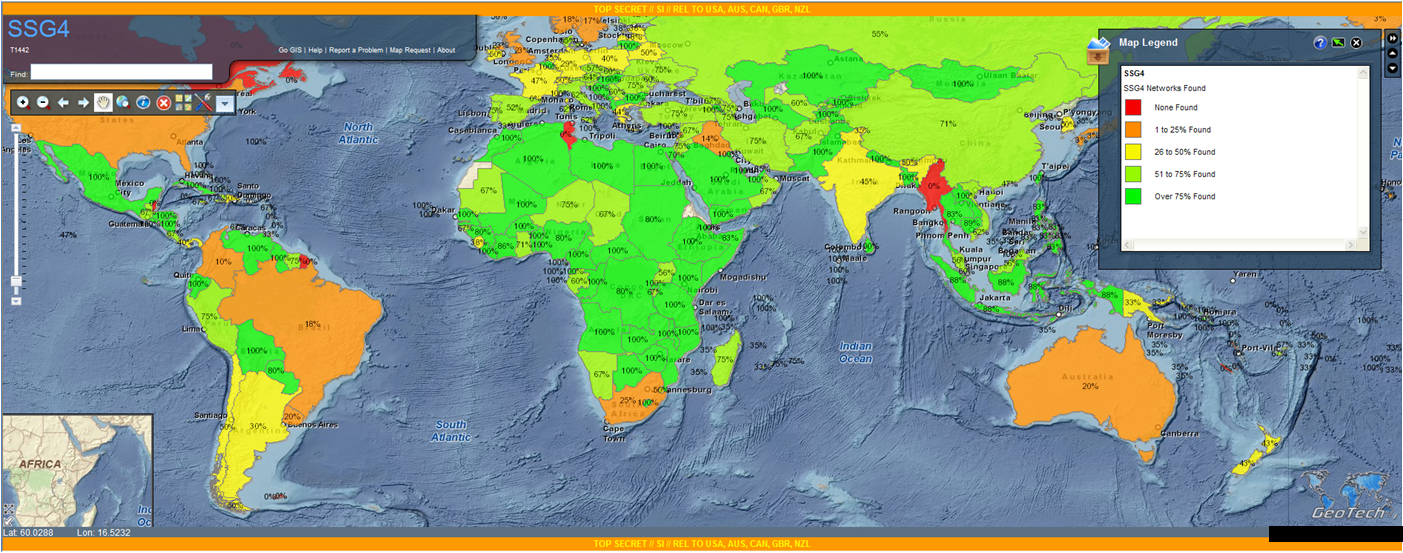
Carte secrète de la couverture en juin 2012 des réseaux de téléphonie mobile par le programme de surveillance AuroraGold de la NSA.

###### Vol massif de clefs de chiffrement de cartes SIM
Des documents de la NSA et du GCHQ dévoilés par The Intercept en février 2015 révèlent que ces services de renseignement ont conjointement piraté les réseaux informatiques de la multinationale Gemalto, premier fabricant mondial de cartes SIM, et possiblement de l'allemand Giesecke & Devrient. Gemalto produit chaque année 2 milliards de cartes SIM et fournit environ 450 opérateurs de téléphonie mobile.
Cette intrusion conduite depuis 2010 a permis le vol d'un « nombre sidérant » de clefs de chiffrement de carte SIM, dites « Ki » ou clefs « maîtresses », utilisées pour sécuriser les communications entre les téléphones mobiles et les réseaux de télécommunications.
En possession de ces clefs, la NSA est en mesure d'écouter des conversations et d'intercepter des SMS et des courriels sans laisser aucune trace des interceptions. D'autre part, ces clefs permettent de déchiffrer de manière rétroactive des communications qui auraient été captées et enregistrées avant leur vol. Elles peuvent aussi permettre de cloner une carte SIM, et donc de passer ou de recevoir des appels en usurpant l'identité de son utilisateur légitime. Ces clefs peuvent servir à injecter à distance des logiciels malveillants dans un téléphone par l'envoi de SMS. Enfin, un autre intérêt de ces clefs est de permettre d'établir un annuaire d'abonnés à partir de leur identifiant international, dans le but de surveiller des personnes précises.

##### Piratage des centres de données commerciaux
Contrairement au programme de surveillance PRISM, qui est une méthode d'accès frontal approuvée nommément par le tribunal de la FISA, le programme de surveillance Muscular est qualifié de « particulièrement agressif », de par son utilisation de méthodes de piratage peu orthodoxes destinées à infiltrer les centres de données de Yahoo! et de Google à travers le monde.
Du fait que ce programme est exploité depuis l'extérieur des États-Unis (au Royaume-Uni), la NSA considère que quiconque utilise une liaison de données étrangère est un étranger ; de ce fait elle peut collecter les contenus et les métadonnées de citoyens ou résidents américains, à une échelle jusqu'alors inconnue. D'après les documents révélés par Edward Snowden, le programme de surveillance MUSCULAR est dirigé conjointement par la NSA et l'agence britannique GCHQ (voir Coopération internationale).

##### Espionnage des webcaméras
Entre 2008 et 2012, le GCHQ a intercepté de manière massive les images des caméras utilisées par les internautes dans les salons de clavardage de Yahoo!. Ce programme de collecte, baptisé « Optic Nerve » (« nerf optique »), puisait dans les données collectées sur les câbles sous-marins et stockait les images interceptées dans les serveurs du GCHQ, à raison d'une toutes les cinq minutes pour chaque conversation vidéo. À partir de ce réservoir de données et d'images collectées sans distinction, l'agence britannique a pu expérimenter diverses technologies de reconnaissance faciale(Voir système de reconnaissance faciale).
Elle a cependant échoué à en filtrer les images dénudées (3 à 11 % du total) par des outils de détection automatique.

##### Piratage des réseaux anonymiseurs
Les « Five Eyes » ont tenté à plusieurs reprises d'espionner des utilisateurs d'Internet qui communiquaient secrètement à travers le réseau anonymiseur Tor. Plusieurs de ces opérations clandestines impliquaient d'implanter du code malveillant dans les ordinateurs d'utilisateurs anonymes de Tor alors qu'ils visitaient des sites web infectés. Dans certains cas, la NSA et le GCHQ réussirent à bloquer l'accès au réseau Tor, et à détourner les utilisateurs vers des canaux non sécurisés. Dans d'autres cas, la NSA et le GCHQ furent capables de découvrir l'identité de ces utilisateurs anonymes.

##### Piratage des systèmes de réservation hôteliers
Le programme de surveillance « Royal Concierge » de l'agence britannique GCHQ utilise un système automatisé de surveillance pour pirater les systèmes de réservation d'au moins 350 hôtels de luxe répartis dans de nombreuses parties du monde.
La finalité première de ce programme est de repérer et suivre les déplacements de diplomates étrangers, afin de permettre à d'autres programmes de surveillance de déployer des moyens techniques d'interception, comme la mise sur écoute des téléphones des chambres et des fax utilisés, et la surveillance des ordinateurs connectés aux réseaux des hôtels ainsi ciblés.

##### Surveillance des jeux en ligne
La NSA, la CIA et le GCHQ ont surveillé plusieurs réseaux de jeux en ligne, dont des jeux de rôle en ligne massivement multijoueurs (MMORGPG) comme World of Warcraft, des mondes virtuels comme Second Life, ainsi que le réseau de jeux en ligne Xbox Live de la console Xbox.

#### Espionnage politique
D'après la synthèse des différentes révélations réalisée en avril 2013, la NSA a établi ses « priorités de renseignement » sur une échelle de 1 (du plus grand intérêt) à 5 (faible intérêt). Elle a classifié une trentaine de pays comme étant des « tiers » avec lesquels elle coopère, tout en les espionnant :
- Cibles principales : la Chine, la Russie, l'Iran, le Pakistan et l'Afghanistan sont classés au plus haut rang de la liste d'espionnage de la NSA, suivis par la France, l'Allemagne, le Japon et le Brésil. La « stabilité économique » et les « échanges internationaux » de l'Union européenne sont aussi considérés comme des cibles d'intérêt, à côté d'autres cibles de priorité élevée comme Cuba, Israël et la Corée du Nord.
- Sans importance : du point de vue du renseignement américain, des pays comme le Cambodge, le Laos et le Népal sont considérés comme sans importance, tout comme les gouvernements des pays plus petits de l'Union européenne tels que la Finlande, le Danemark, la Croatie et la République tchèque.

D'autres cibles importantes comprennent des membres et adhérents du groupe connu sur Internet sous le nom des Anonymous, ainsi que des lanceurs d'alerte potentiels. Selon Edward Snowden, la NSA a aussi ciblé des journalistes qui rédigeaient des articles critiques envers le gouvernement américain après les attentats du 11 septembre 2001.
Dans le cadre d'une opération conjointe avec la CIA, la NSA déploya des postes d'écoute secrets dans 80 ambassades et consulats américains à travers le monde. Le quartier général de l'OTAN fut aussi utilisé par des experts de la NSA pour espionner l'Union européenne.
En 2013, des documents fournis par Edward Snowden révélèrent que les organisations intergouvernementales, les missions diplomatiques et les ministères suivants furent l'objet de surveillance de la part des « Five Eyes » :
| Pays/ Organisation | Cible                                                         | Méthode(s) |
| ------------------ | ------------------------------------------------------------- | --- |
| Brésil             | Ministère des Mines et de l'Énergie                           | - Collecte de métadonnées par le Centre de la sécurité des télécommunications du Canada (CSEC)                                              |
| France             | Ministère des Affaires étrangères                             | - Infiltration des réseaux privés virtuels (VPN)                                                                                            |
| France             | Ambassade de France à Washington                              | - Infiltration des réseaux privés virtuels (VPN)                                                                                            |
| Allemagne          | Ambassade d'Allemagne au Rwanda                               | |
| Italie             | Ambassade d'Italie à Washington                               | - Installation d'une station d'écoute - Copie complète de disques durs                                                                      |
| Inde               | Ambassade de l'Inde à Washington                              | - Copie complète de disques durs - Récupération de données à partir de copies d'écran                                                       |
| Inde               | Représentation permanente de l'Inde aux Nations unies         | - Copie complète de disques durs - Récupération de données à partir de copies d'écran                                                       |
| Mexique            | Secrétariat de la sécurité publique                           | - Piratage de comptes de messagerie, dans le cadre de l'opération « White tamale »                                                          |
| Union européenne   | Conseil de l'Union européenne à Bruxelles                     | - Installation de dispositifs d'écoute clandestine - Piratage et infiltration des réseaux privés virtuels - Clonage de disques durs - eIDAS |
| Union européenne   | Délégation de l'Union européenne aux Nations unies à New York | - Installation de dispositifs d'écoute clandestine - Piratage et infiltration des réseaux privés virtuels - Clonage de disques durs - eIDAS |
| Union européenne   | Délégation de l'Union européenne aux États-Unis à Washington  | - Installation de dispositifs d'écoute clandestine - Piratage et infiltration des réseaux privés virtuels - Clonage de disques durs - eIDAS |
| Nations unies      | Siège des Nations unies                                       | - Piratage des communications chiffrées - Piratage des visioconférences internes                                                            |
| Nations unies      | Agence internationale de l'énergie atomique (AIEA)            | - Piratage des communications chiffrées - Piratage des visioconférences internes                                                            |
| Nations unies      | Programme de développement des Nations unies (UNDP)           | - Piratage des communications chiffrées - Piratage des visioconférences internes                                                            |
| Nations unies      | Fonds des Nations unies pour l'enfance (UNICEF)               | - Piratage des communications chiffrées - Piratage des visioconférences internes                                                            |

### Coopération internationale
Au cours de la Deuxième Guerre mondiale, les gouvernements des États-Unis et du Royaume-Uni signèrent l'accord BRUSA dans le but de partager les informations issues du renseignement. Cela fut formalisé plus tard avec l'accord UKUSA de 1946 sous la forme d'un traité secret. Le texte intégral de cet accord a été rendu public le 25 juin 2010.
Bien que le traité fut révisé plus tard pour y inclure d'autres pays comme le Danemark, l'Allemagne, l'Irlande, la Norvège, la Turquie et les Philippines, le partage d'informations a surtout été accompli par les Five Eyes, appellation désignant les démocraties occidentales et anglophones et leur agence de renseignement suivantes :
- – Le Defence Signals Directorate de l'Australie[30]
- – Le Centre de la sécurité des télécommunications du Canada[30]
- – Le Government Communications Security Bureau de Nouvelle-Zélande[30]
- – Le Government Communications Headquarters du Royaume-Uni, qui est largement considéré comme le leader de l'espionnage traditionnel, en raison de son influence dans les anciennes colonies de l'Empire britannique[30].
- – La National Security Agency des États-Unis, qui dispose du budget le plus important et des capacités techniques les plus avancées parmi les Five Eyes[30].

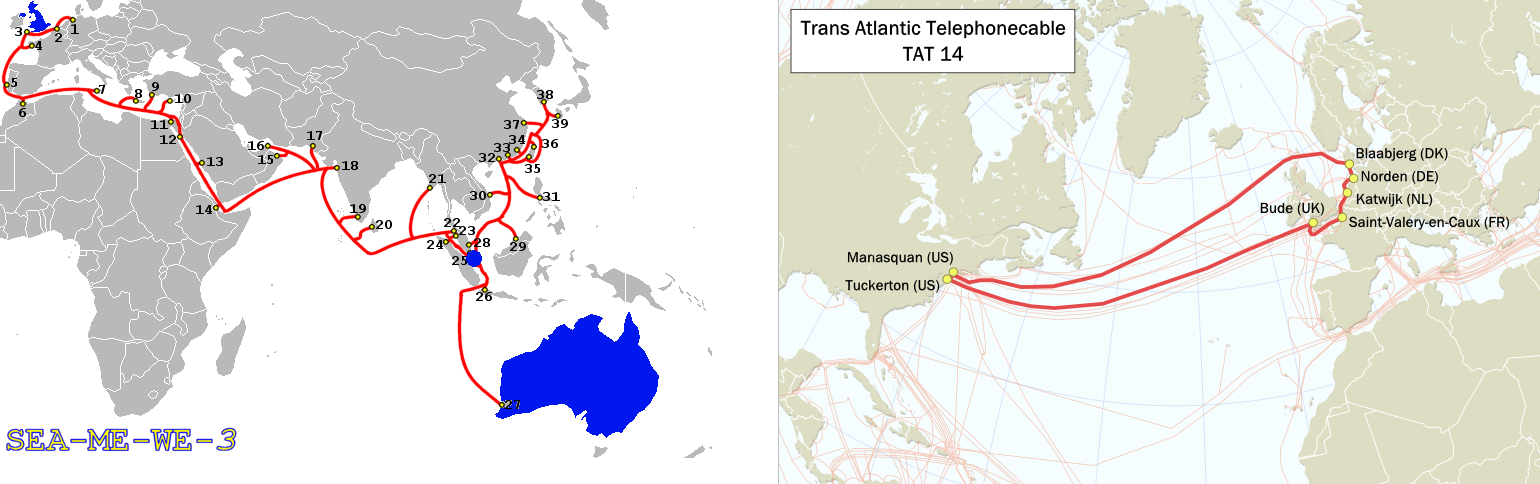
Les documents top secret divulgués par Edward Snowden ont révélé que les Five Eyes ont obtenu l'accès à la majorité des communications Internet et téléphoniques qui traversent l'Europe, les États-Unis et d'autres parties du monde.

À gauche : le câble SEA-ME-WE 3, qui traverse le supercontinent afro-eurasien depuis le Japon jusqu'au nord de l'Allemagne, est l'un des plus importants câbles sous-marins interceptés par les Five Eyes. Singapour, une ancienne colonie britannique de la région Asie-Pacifique (point bleu), joue un rôle vital en interceptant le trafic des télécommunications et d'Internet en provenance de l'Australie et du Japon à destination de l'Europe, et vice-versa.
À droite : le câble TAT-14, un câble sous-marin reliant l'Europe et les États-Unis, a été identifié comme un des rares composants des « infrastructures critiques et ressources clefs » des États-Unis sur un territoire étranger. En 2013, il fut révélé que de hauts fonctionnaires britanniques « avaient exercé des pressions sur une poignée d'opérateurs de télécommunication et d'Internet » pour permettre au gouvernement britannique d'avoir accès au TAT-14.
D'après les documents publiés, en plus des Five Eyes, la plupart des autres pays occidentaux ont aussi participé au système de surveillance de la NSA, et partagent de l'information avec eux. Cependant, être un partenaire de la NSA n'exempte pas automatiquement un pays de devenir la cible de la NSA. Selon un document interne de la NSA divulgué par Snowden, « Nous [la NSA] pouvons, et souvent nous le faisons, cibler les signaux de la plupart de nos partenaires étrangers. »

#### Allemagne
Le Bundesnachrichtendienst (BND, Service de renseignement fédéral) transfère systématiquement les métadonnées des sources de renseignement allemandes à la NSA. Pour le seul mois de décembre 2012, le BND a fourni à la NSA 500 millions de métadonnées. La NSA a accordé l'accès à XKeyscore au BND, en contrepartie des programmes de surveillance allemands Mira4 et Veras.
Au début de 2013, Hans-Georg Maaßen, le président de l'agence de sécurité intérieure Bundesamt für Verfassungsschutz (BfV), effectua plusieurs visites au quartier général de la NSA. D'après des documents classifiés du gouvernement allemand, Maaßen donna son accord pour transférer à la NSA toutes les données enregistrées sur les personnes surveillées en Allemagne par le BfV à l'aide de XKeyscore.
De plus, le BfV travaille de manière étroite avec huit autres agences du gouvernement de États-Unis, y compris la CIA. Dans le cadre du « projet 6 », dirigé conjointement par la CIA, le BfV et le BND, une immense base de données a été développée, contenant des informations personnelles comme des photos, des numéros de plaque minéralogique, des historiques de recherches Internet et des métadonnées téléphoniques, dans le but d'obtenir une meilleure compréhension des relations sociales de djihadistes présumés.
En 2012, le BfV remit plus de 864 ensembles de données d'informations personnelles à la CIA, à la NSA et à sept autres agences de renseignement américaines. En contrepartie, le BND reçut des données de la part d'agences de renseignement américaines à 1 830 occasions. Les données nouvellement acquises étaient remise au BfV et stockées dans un système accessible depuis le territoire national, connu sous le nom de « NADIS WN ».

#### Australie
L'Australian Signals Directorate (ASD), anciennement nommé Defence Signals Directorate (DSD), partage les informations de citoyens australiens avec d'autres membres de l'accord UKUSA. D'après un document des « Five Eyes » de 2008 divulgué par Edward Snowden, les données de citoyens australiens partagées avec d'autres pays contiennent « des métadonnées brutes, non discriminées et non minimisées », ainsi que « des informations médicales, légales ou religieuses ».
En collaboration étroite avec d'autres membres de la communauté des Five Eyes, l'ASD exploite des installations de surveillance dans de nombreuses régions de l'Asie du Sud-Est, à l'insu des diplomates australiens. De plus, l'ASD coopère avec le SID (Security and Intelligence Division) de la république de Singapour dans l'opération internationale d'interception du trafic sur les câbles sous-marins qui traversent l'hémisphère est et l'océan Pacifique.

#### Canada
Le Centre de la sécurité des télécommunications Canada (ou Communications Security Establishment Canada, CSEC), apporte à la NSA des ressources pour les collectes, les traitements et les analyses perfectionnés. Il a implanté des sites d'écoute clandestine à la demande de la NSA. Les relations entre le Canada et les États-Unis en matière de renseignement d'origine électromagnétique (ou SIGINT pour « Signals Intelligence ») remontent à une alliance secrète conclue lors de la Deuxième Guerre mondiale, puis formalisée en 1949 par l'accord CANUSA.
Le CSEC a mis en place au nom de la NSA des installations secrètes de surveillance dans vingt pays à travers le monde.

#### Danemark
Le Politiets Efterretningstjeneste (PET) du Danemark, une agence de renseignement intérieur, échange des données avec la NSA de manière régulière, selon un accord secret passé avec les États-Unis. En tant que membre des « 9 Eyes » de l'accord UKUSA, les relations du Danemark avec la NSA sont plus étroites que celles que la NSA entretient avec l'Allemagne, la Suède, l'Espagne, la Belgique ou l'Italie.

#### Espagne
En étroite collaboration avec les agences de renseignement espagnoles, la NSA a intercepté en un seul mois 60,5 millions d'appels téléphoniques en Espagne.

#### États-Unis
- Central Intelligence Agency (CIA) : la CIA a versé à AT&T plus de dix millions de dollars par an pour avoir accès aux métadonnées d'appels téléphoniques internationaux, incluant ceux de citoyens américains.
- National Security Agency (NSA) : la direction des affaires étrangères de la NSA interagit avec les services de renseignement étrangers et les membres des « Five Eyes » pour mettre en place une surveillance mondiale.
- Federal Bureau of Investigation (FBI) : le FBI fait le lien entre les agences de renseignement des États-Unis et les géants de la Silicon Valley comme Microsoft.
- Département de la Sécurité intérieure (DHS) : au début des années 2010, le DHS et le FBI ont mené une opération conjointe de surveillance destinée à réprimer les opposants du mouvement de protestation Occupy Wall Street.

Autres agences chargées de faire appliquer la loi
La NSA fournit des interceptions faites sur le territoire américain à la Drug Enforcement Administration (DEA, agence de lutte contre la drogue), à l'Internal Revenue Service (IRS, un service du fisc), ainsi qu'à d'autres agences chargées de faire respecter la loi. Ces différentes agences utilisent ces données interceptées pour lancer des enquêtes criminelles sur des citoyens américains. Des agents fédéraux sont ensuite chargés de « recréer » les pistes d'investigation afin de « couvrir » l'origine illicite des informations obtenues.
Depuis son arrivée à la Maison-Blanche, le président des États-Unis Barack Obama a mis l'accent sur l'importance de la surveillance globale pour prévenir les attentats terroristes. Quelques semaines après les attentats du 11 septembre 2001, le président des États-Unis George W. Bush signa le Patriot Act afin d'assurer sans interruption la capacité du gouvernement à mener la surveillance mondiale :

« Cette nouvelle loi que j'ai signée aujourd'hui autorisera la surveillance de toutes les communications utilisées par les terroristes, y compris les courriels, Internet et les téléphones mobiles. »

— George W. Bush, président des États-Unis, sur la mise en application du Patriot Act après les attentats du 11 septembre 2001
En mai 2010, le Patriot Act est renforcé par le président Barack Obama afin d'étendre l'autorité légale du gouvernement fédéral à la conduite de formes supplémentaires de surveillance, comme les écoutes téléphoniques itinérantes.

#### France
La Direction générale de la Sécurité extérieure (DGSE) entretient des relations étroites avec la NSA et le GCHQ, à la suite de discussions portant sur une coopération renforcée débutées en novembre 2006.
Au début des années 2010, l'étendue de la coopération dans l'interception conjointe des données numériques par la DGSE et la NSA a augmenté de façon spectaculaire,.
En 2011, la DGSE et la NSA signèrent un mémorandum formel pour l'échange de données, qui facilita le transfert de millions de métadonnées de la DGSE à la NSA. De décembre 2012 au 8 janvier 2013, plus de 70 millions de métadonnées ont été remis à la NSA par des agences françaises de renseignement.

#### Israël
Le 11 septembre 2013, le Guardian publia un document secret de la NSA divulgué par Edward Snowden, qui révélait comment l'Unité nationale de renseignement électronique israélienne (ISNU) recevait régulièrement des données brutes non filtrées concernant des citoyens américains, dans le cadre d'un accord secret avec la NSA.
Cependant, un document secret de la NSA divulgué par Edward Snowden révéla que les fonctionnaires du gouvernement américain étaient explicitement exemptés de telles formes de partage avec l'ISNU. Comme le déclare un mémorandum détaillant les règles de partage des données de citoyens américains, l'ISNU est obligée de :

« Détruire dès leur identification toute communication contenue dans les renseignements bruts fournis par la NSA en provenance ou à destination d'un fonctionnaire du gouvernement des États-Unis. Les « fonctionnaires du gouvernement des États-Unis » comprennent les fonctionnaires de l'exécutif (y compris la Maison-Blanche, les cabinets des ministères et les agences indépendantes) ; la Chambre des représentants et le Sénat (membres et collaborateurs) ; et le système judiciaire fédéral des États-Unis (y compris, sans être limité à, la Cour suprême). »

Memorandum d'accord entre la NSA et Israël (circa 2009)
Selon ce mémorandum non daté, les règles de base régissant le partage de renseignements entre la NSA et l'ISNU furent établies en mars 2009. D'après l'accord de partage de données, l'ISNU est autorisée à conserver les identités de citoyens américains (à l'exception des fonctionnaires du gouvernement) pendant une durée pouvant atteindre un an.

#### Japon
En 2011, la NSA demanda au gouvernement japonais d'intercepter des câbles sous-marins de la région Asie-Pacifique. Cependant, le gouvernement japonais refusa cette demande[réf. nécessaire].

#### Pays-Bas
L'Algemene Inlichtingen- en Veiligheidsdienst (AIVD) a réceptionné et stocké les données d'utilisateurs d'Internet collectées par des sources de renseignement américaines, comme le programme de surveillance PRISM de la NSA. Lors d'une réunion en février 2013, l'AIVD et le MIVD informèrent la NSA de leurs tentatives pour pirater des forums Internet et collecter les données de tous les utilisateurs, en employant une technique de piratage connue sous le nom de Computer Network Exploitation (CNE).

#### Norvège
Le Etterretningstjenesten (en anglais, Norwegian Intelligence Service, ou NIS) a confirmé que les données collectées par l'agence sont « partagées avec les Américains ». Kjell Grandhagen, le responsable du renseignement militaire norvégien, a déclaré lors d'une conférence de presse : « Nous partageons cette information avec des partenaires, et des partenaires en partage avec nous… Nous parlons d'immenses quantités de données de trafic ».
En coopération avec la NSA, le NIS a pu accéder à des cibles russes dans la péninsule de Kola et à d'autres cibles civiles. En général, le NIS fournit à la NSA des informations concernant « les politiciens », « l'énergie » et « l'armement ».
Dans une note top secret, la NSA recense les années suivantes comme des étapes notables de l'accord de renseignement Norvège – États-Unis, ou NORUS :
- 1952 – Année du début informel de la coopération entre le NIS et la NSA
- 1954 – Formalisation de l'accord NORUS
- 1963 – Extension de l'accord à la couverture du renseignement FINSINT
- 1970 – Extension de l'accord à la couverture du renseignement ELINT
- 1994 – Extension de l'accord à la couverture du renseignement COMINT

La NSA perçoit le NIS comme étant l'un de ses partenaires les plus fiables. Les deux agences coopèrent aussi pour casser les systèmes de chiffrement de cibles communes. D'après la NSA, la Norvège n'aurait jamais fait d'objections à ses requêtes.

#### Royaume-Uni
Le gouvernement britannique a autorisé la NSA à conserver les données personnelles de citoyens britanniques. Dans le cadre du projet MINARET, des opposants à la guerre du Viêt Nam furent ciblés à la fois par le GCHQ et la NSA.

#### Singapour
Le ministère de la Défense de Singapour et son Département du renseignement et de la sécurité (SID) ont secrètement intercepté la majorité du trafic passant par les câbles sous-marins qui traversent le continent asiatique. En coopération étroite avec les agences australiennes ASD et DSD, le SID de Singapour a pu intercepter le trafic des câbles de télécommunications SEA-ME-WE 3 et SEA-ME-WE 4 (Asie du Sud-Est – Moyen-Orient – Europe, numéros 3 et 4).
L'accès à ces canaux de communication internationaux est facilité par l'opérateur SingTel, propriété du gouvernement de Singapour. Temasek Holdings, un fonds souverain singapourien de plusieurs milliards de dollars détenant une participation majoritaire dans SingTel, a entretenu des relations étroites avec les agences de renseignement du pays.
Les informations recueillies par le gouvernement de Singapour sont transférées au gouvernement australien dans le cadre d'un accord de partage de renseignements. Ceci permet aux « Five Eyes » de « conserver une mainmise sur les communications à travers l'hémisphère oriental ».

#### Suède
Le Försvarets radioanstalt (FRA, Institut national de défense radio de la Suède) a autorisé les « Five Eyes » à accéder aux câbles sous-marins de la mer Baltique. Le 5 décembre 2013, une chaîne de télévision suédoise a révélé que le FRA avait mené une opération de surveillance clandestine ciblant la politique intérieure de la Russie. L'opération fut menée au nom de la NSA, qui réceptionna les données remises par le FRA.
D'après des documents divulgués par Snowden, le FRA suédois a été autorisé à accéder au programme de surveillance internationale XKeyscore.

#### Suisse
Le Service de renseignement de la Confédération (SRC) échange régulièrement des informations avec la NSA, sur la base d'un accord secret contournant les restrictions sur la surveillance intérieure. De plus, la NSA a été autorisée à accéder aux installations de surveillance suisses de Loèche (canton du Valais) et de Herrenschwanden (canton de Berne), qui font partie du programme de surveillance suisse Onyx.
Selon le SRC, l'agence entretient des relations de travail avec une centaine d'organisations internationales. Toutefois, le SRC a nié toute forme de coopération avec la NSA. Bien que la NSA n'ait pas directement accès au programme d'espionnage Onyx, le directeur du SRC reconnaît que d'autres agences de renseignement américaines peuvent obtenir l'accès au système de surveillance de la Suisse.

### Coopération commerciale
Plus de 70 % du budget total de la communauté du renseignement des États-Unis est provisionné pour le paiement de sociétés privées, dont les principales sont citées ci-dessous.

#### Lockheed Martin
Selon le magazine Forbes, la compagnie de technologie de défense Lockheed Martin est actuellement le plus gros sous-traitant de la Défense des États-Unis, et elle est appelée à devenir le partenaire commercial de la NSA le plus puissant et le plus important sous-traitant quant au chiffre d'affaires.

#### AT&T
Dans le cadre d'une opération conjointe avec la NSA, la compagnie américaine de télécommunication AT&T exploite la pièce 641A dans l'immeuble de SBC Communications à San Francisco, d'où elle espionne le trafic Internet. La CIA verse à AT&T plus de 10 millions de dollars par an en contrepartie de l'accès aux données d'appels téléphoniques internationaux, y compris ceux de citoyens américains.

#### Booz Allen Hamilton
Parmi les projets développés par Booz Allen Hamilton figure le Strategic Innovation Group, destiné à identifier les terroristes à travers les médias sociaux pour le compte d'agences gouvernementales. Pendant l'année fiscale 2013, cette société a tiré 99 % de ses revenus de contrats avec le gouvernement américain, la part la plus importante de son chiffre d'affaires provenant de l'US Army. En 2013, Booz Allen Hamilton a été saluée par Bloomberg Businessweek comme « l'organisme d'espionnage le plus profitable au monde ».
Booz Allen Hamilton est aussi l'ancien employeur d'Edward Snowden, qui le détacha comme administrateur systèmes au sein de la NSA pendant trois mois, jusqu'à la date de sa défection.

#### British Telecommunications
British Telecommunications (BT) (nom de code « Remedy »), un opérateur majeur de télécommunication, a accordé à l'agence de renseignement britannique GCHQ un « accès illimité » à son réseau de câbles sous-marins, selon les documents révélés par Snowden.

#### Microsoft
La société multinationale américaine Microsoft a aidé la NSA à contourner des protections de logiciels de chiffrement. Elle a aussi autorisé le gouvernement fédéral à surveiller les conversations en ligne (chats) sur son portail Outlook.com. En 2013, Microsoft collabora avec le FBI pour permettre à la NSA d'obtenir l'accès à SkyDrive, le service de stockage en ligne (cloud) de la compagnie.

#### RSA Security
RSA Security a reçu dix millions de dollars de la NSA pour introduire une porte dérobée cryptographique à l'intérieur du code de ses produits de chiffrement.

#### Stratfor
Strategic Forecasting, plus connue sous le nom de Stratfor, est une entreprise mondiale de renseignement qui propose des informations à des gouvernements et à des clients privés, comme Dow Chemical, Lockheed Martin, Northrop Grumman, Raytheon, le département de la Sécurité intérieure des États-Unis, la DIA et le Corps des Marines des États-Unis.

#### Vodafone
L'opérateur de télécommunication britannique Vodafone (nom de code « Gerontic ») a accordé à l'agence de renseignement britannique GCHQ un « accès illimité » à son réseau de câbles sous-marins, selon les documents révélés par Snowden.

#### In-Q-Tel
In-Q-Tel, qui reçoit plus de 56 millions de dollars par an en subventions du gouvernement américain, est une société de capital risque qui permet à la CIA d'investir dans les sociétés technologiques, dans la Silicon Valley et ailleurs dans le monde.

#### Palantir Technologies
Palantir Technologies est une entreprise spécialisée dans l'exploration de données qui entretient des liens étroits avec le FBI, la NSA et la CIA. Basée à Palo Alto en Californie, cette compagnie a développé un programme de collecte et d'analyse de données connu sous le nom de PRISM.

## Protection contre la surveillance
Plusieurs pays (Libye, Chine, Russie, Syrie, Iran, Corée du Nord) se sont protégés de la surveillance globale en construisant des installations secrètes dans des bunkers souterrains.

### Corée du Nord
Bien que la Corée du Nord soit une de ses cibles prioritaires, les documents internes de la NSA reconnaissent qu'elle ne sait pas grand chose sur Kim Jong Un et les intentions de son régime.

### Iran
En octobre 2012, le chef de la police iranienne Esmail Ahmadi Moghaddam affirma que Google n'était pas un moteur de recherche mais « un outil d'espionnage » pour les agences de renseignement occidentales. Six mois plus tard en avril 2013, l'Iran annonça son intention de lancer un « Google Earth islamique » pour échapper à la surveillance globale.

### Libye
La Libye échappa à la surveillance en construisant des bunkers « endurcis et enterrés » à plus de 12 mètres sous la surface du sol.

## Impacts, tendances et prospective
Les révélations sur cette surveillance mondiale causèrent des tensions dans les relations bilatérales entre les États-Unis et ses alliés et ses partenaires économiques, ainsi que dans ses relations avec l'Union européenne. Le 12 août 2013, le président Obama annonça la création d'un panel « indépendant » d'experts extérieurs afin de réviser les programmes de surveillance de la NSA. Ce panel doit être établi par le directeur du renseignement national, James R. Clapper, qui le consultera et lui fournira assistance.
Selon une étude entreprise par le groupe de défense des droits de l'homme PEN International, ces révélations ont eu un effet dissuasif sur les écrivains et journalistes américains. Effrayés par le risque d'être ciblés par la surveillance gouvernementale, 28 % des membres américains de PEN ont fléchi leur usage des médias sociaux, et 16 % se sont auto-censurés en évitant les sujets controversés dans leurs écrits.
Une étude publiée par la revue Journalism & Mass communication quarterly en mars 2016, met en évidence la tendance à l'autocensure des opinions minoritaires chez les individus à qui l'on a rappelé l'existence de la surveillance d’État exercée par la NSA. Fait plus surprenant, les personnes les plus à même de s’autocensurer parmi les 255 participants de cette étude, sont celles qui soutiennent par principe ces programmes de surveillance : « Ces individus ont indiqué que la surveillance était nécessaire pour la sécurité publique et qu’ils n’avaient rien à cacher. Pourtant, quand ces individus perçoivent qu’ils sont surveillés, ils modifient leur comportement en conséquence : ils expriment leur opinion quand elle est majoritaire et la taisent quand elle ne l’est pas. » Si ces observations sont cohérentes avec la théorie de la spirale du silence, elles apportent un élément nouveau concernant l’expression sur Internet et la surveillance gouvernementale : « C’est la première étude à apporter la preuve que les programmes de surveillance gouvernementaux en ligne peuvent menacer l’expression d’idées minoritaires, et contribuer au renforcement de l’opinion majoritaire ».
Un chercheur de l'université d'Oxford publie en avril 2016 une étude basée sur la fréquentation des articles Wikipédia liés à une liste de sujets considérés « sensibles », tels que le djihadisme, le terrorisme, les explosifs, le fondamentalisme religieux, etc. L'analyse statistique des visites montre une chute de la fréquentation de ces articles après les révélations d'Edward Snowden au printemps 2013, soit 800 000 visites mensuelles en moins immédiatement après, puis 500 000 de moins en moyenne, sur les 2,7 millions de visites mensuelles avant les révélations. Le chercheur attribue ces observations à l'effet dissuasif produit par la surveillance d’Internet, qui décourage les internautes de s’informer ou de s’intéresser à des questions perçues comme sensibles ou controversées. Ce phénomène avait été mis en lumière par de précédentes études universitaires, comme lorsqu'en avril 2015 deux chercheurs avaient montré que le nombre de recherches Google sur certains termes sensibles avait diminué après les révélations de Snowden.
Selon une étude publiée en juin 2017 par l'Institut Mines-Télécom avec Médiamétrie, 86 % des internautes français interrogés ont le sentiment d'être épiés sur Internet, et 91 % d'entre eux souhaiteraient pouvoir garder le contrôle de leurs données. Plus de la moitié d’entre eux se disent « plus vigilants » sur Internet que « par rapport aux années précédentes ». Ainsi, 61 % refusent désormais de partager leur géolocalisation, 59 % effacent les traces de leur navigation, et un peu moins de la moitié modifient les paramètres de confidentialité de leurs comptes sur les réseaux sociaux,.
Certains de ces effets risquent d'être exacerbés par le développement de l'IA quand elle est massivement utilisée pour la surveillance (en Chine par exemple), et de plus en plus sur le lieu de travail (chez Amazone par exemple), aboutissant à des situations kafkaïennes où l’observateur et le décideur peuvent tous deux être des agents non humains.

#### Ouvrages
- Claude-Marie Vadrot et Louisette Gouverne, Tous fichés, Paris, First Éditions, janvier 1994, 311 p. (ISBN 978-2-87691-248-9 et 2-87691-248-1)
- Duncan Campbell, Surveillance électronique planétaire, Allia, 19 janvier 2001, 169 p. (ISBN 978-2-84485-052-2, lire en ligne)
- Armand Mattelart, La Globalisation de la surveillance : aux origines de l'ordre sécuritaire, Paris, Éditions La Découverte, 259 p. (ISBN 978-2-7071-5292-3)
- Michel Alberganti, Sous l'œil des puces : La RFID et la démocratie, Arles, Actes Sud, 9 mars 2007, 266 p. (ISBN 978-2-7427-6701-4)
- Collectif Pièces et main-d’œuvre, RFID : La police totale, puces intelligentes et mouchardage électronique, Montreuil, L'échappée, 2008, 78 p. (ISBN 978-2-915830-26-2)
- Eric Sadin, Surveillance globale : enquête sur les nouvelles formes de contrôle, Paris, Climats, 3 février 2009, 234 p. (ISBN 978-2-08-122297-7)
- Armand Mattelart et André Vitalis, Le Profilage des populations : Du livret ouvrier au cybercontrôle, Paris, Éditions La Découverte, 9 janvier 2014, 223 p. (ISBN 978-2-7071-7631-8)
- Pierre Bellanger, La Souveraineté numérique, Bluffy, Éditions Stock, 15 janvier 2014, 264 p. (ISBN 978-2-918866-21-3)
- Antoine Lefébure, L'Affaire Snowden, comment les États-Unis espionnent le monde, La Découverte, février 2014
- Olivier Tesquet, À la trace : Enquête sur les nouveaux territoires de la surveillance, Premier Parallèle, 2020, 111 p. (ISBN 978-2-8506-1019-6).

#### Articles de presse
- « Souriez vous êtes surveillés », Manière de voir du Monde diplomatique, no 133,‎ février-mars 2014 (ISSN 1241-6290)

#### Vidéos
- Reclaim our privacy (durée : 3 minutes et 20 secondes) publiée le 11 février 2014, par La Quadrature du Net (sous-titrage en français)

#### Dans la culture
- Dystopie, Liste d'œuvres littéraires dystopiques, Liste de films dystopiques
- Films sur la surveillance, Violation de domicile au cinéma